# Crocinosoma cornuale
Crocinosoma cornuale är en tvåvingeart som beskrevs av Henry J. Reinhard 1947. Crocinosoma cornuale ingår i släktet Crocinosoma och familjen parasitflugor. Inga underarter finns listade i Catalogue of Life.